# Arcidiocesi di Samosata
L'arcidiocesi di Samosata (in latino Archidioecesis Samosatensis) è una sede soppressa del patriarcato di Antiochia e una sede titolare della Chiesa cattolica.

## Storia
Samosata, le cui rovine si trovano nei pressi della città turca di Samsat, è un'antica sede vescovile della provincia romana della Siria Eufratense nella diocesi civile d'Oriente e nel patriarcato di Antiochia.
Inizialmente essa era suffraganea dell'arcidiocesi di Gerapoli. Attorno all'VIII o IX secolo la sede è elevata al rango di sede metropolitana autocefala senza suffraganee. Almeno dall'879 è però unita con la sede di Amida.
Dopo l'occupazione araba della regione, la città divenne sede di una diocesi della Chiesa ortodossa siriaca; sono noti poco meno di una trentina di vescovi giacobiti dall'VIII al XIII secolo.
Dal XVIII secolo Samosata è annoverata tra le sedi arcivescovili titolari della Chiesa cattolica; la sede è vacante dal 26 giugno 1967.

## Cronotassi

### Vescovi greci
- Peperio † (menzionato nel 325)
- Sant'Eusebio † (prima del 361 - 374 esiliato)
  - Eunomio † (vescovo ariano)
  - Lucio † (vescovo ariano)
- Sant'Eusebio † (375 - circa 379 deceduto) (per la seconda volta)
- Antioco † (menzionato nel 381)
- Andrea † (prima del 431 - dopo il 434)
- Rufino † (prima del 449 - dopo il 451)
- Eusebio † (circa 480/490)
- Abramo I † (menzionato nell'879)[3]
- Abramo II † (menzionato nel 943/944)[4]
- Giovanni † (prima metà dell'XI secolo)[5]

### Arcivescovi titolari
- Johann Ignace von Franken-Siersdorf † (17 settembre 1760 - 21 maggio 1779 deceduto)
  - Dominic Laurence Graessl, S.I. † (8 dicembre 1793) (vescovo eletto)[6]
- James O'Shaughnessy † (24 settembre 1798 - 20 febbraio 1807 succeduto vescovo di Killaloe)
- Hyacinthe-Louis de Quélen † (1º ottobre 1817 - 17 dicembre 1819 nominato arcivescovo titolare di Traianopoli di Rodope)
- Jacques-Marie-Antoine-Célestin du Pont † (3 maggio 1824 - 5 luglio 1830 confermato vescovo di Saint-Dié)
- William Hogarth † (28 luglio 1848 - 29 settembre 1850 nominato vescovo di Hexham)
- Vincenzo Maria Marolda, C.SS.R. † (18 marzo 1852 - 8 agosto 1854 deceduto)
- Franciszek Stefanowicz † (16 novembre 1854 - 23 marzo 1871 deceduto)
- Isidore-François-Joseph Colombert, M.E.P. † (15 febbraio 1872 - 31 dicembre 1894 deceduto)
- Enrico Grazioli † (18 marzo 1895 - 30 novembre 1896 nominato vescovo di Guastalla)
- Charles-Gustave Walravens † (28 gennaio 1897 - 16 dicembre 1897 nominato vescovo di Tournai)
- Géraud-Marie Soubrier † (24 marzo 1898 - 11 agosto 1899 deceduto)
- Josef Medard Kohl, O.S.B. † (17 dicembre 1900 - 15 gennaio 1928 deceduto)
- Valentin Herrgott, M.E.P. † (18 febbraio 1928 - 23 marzo 1936 deceduto)
- Francesco d'Errico † (8 ottobre 1938 - 31 ottobre 1957 deceduto)
- Jozef Hubert Willem Lemmens † (31 dicembre 1957 - 22 luglio 1960 deceduto)
- Pericle Felici † (3 settembre 1960 - 26 giugno 1967 nominato cardinale diacono di Sant'Apollinare alle Terme Neroniane-Alessandrine)